# Torreciudad
Torreciudad to sanktuarium maryjne leżące w Alto Aragonia, w regionie Ribagorza, 75 km od miasta Huesca i w pobliżu Barbastro. Jest położone blisko rzeki Cinca, nieopodal sztucznego zbiornika El Grado, u podnóża Pirenejów.

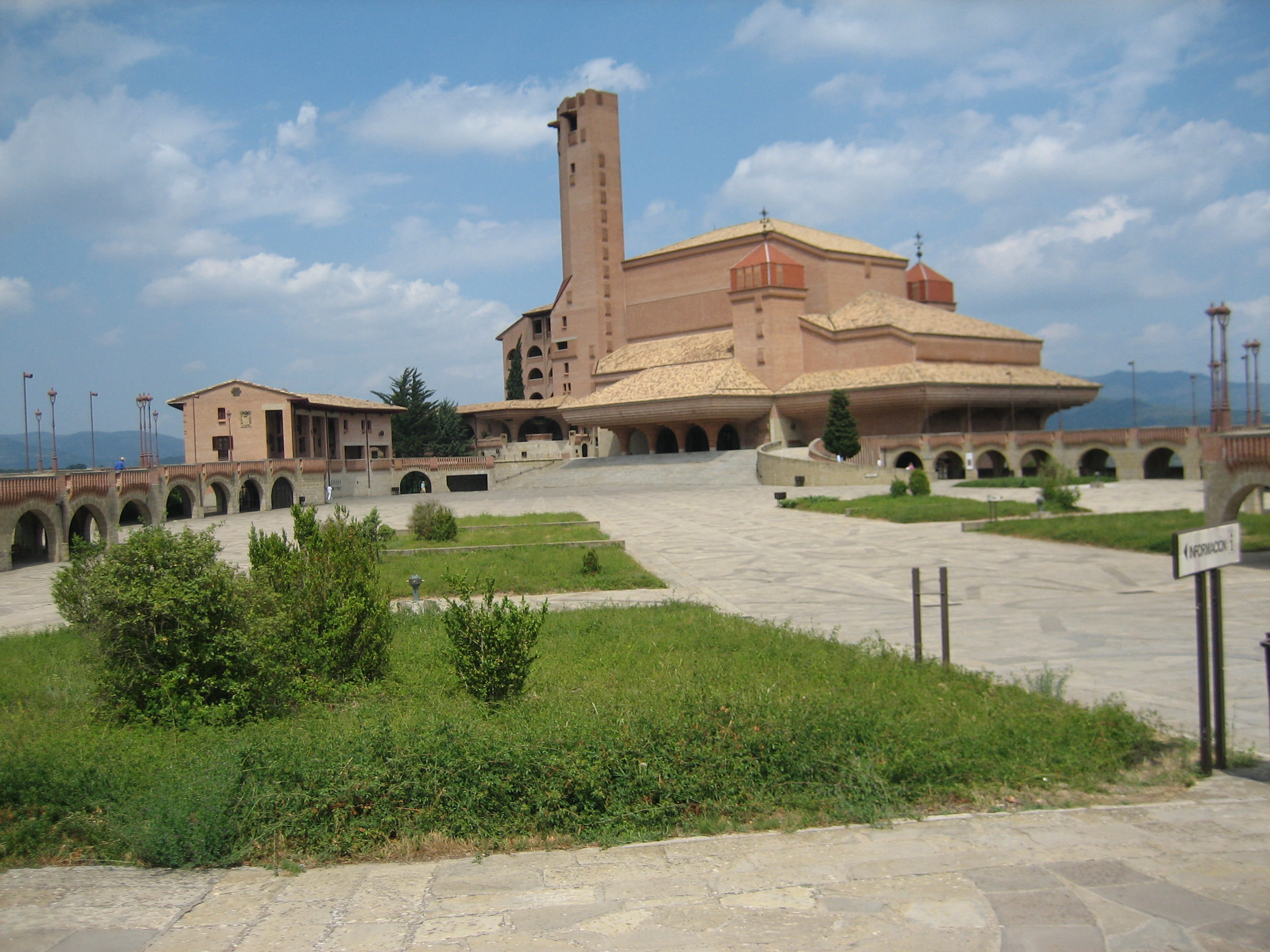
Sanktuarium w Torreciudad

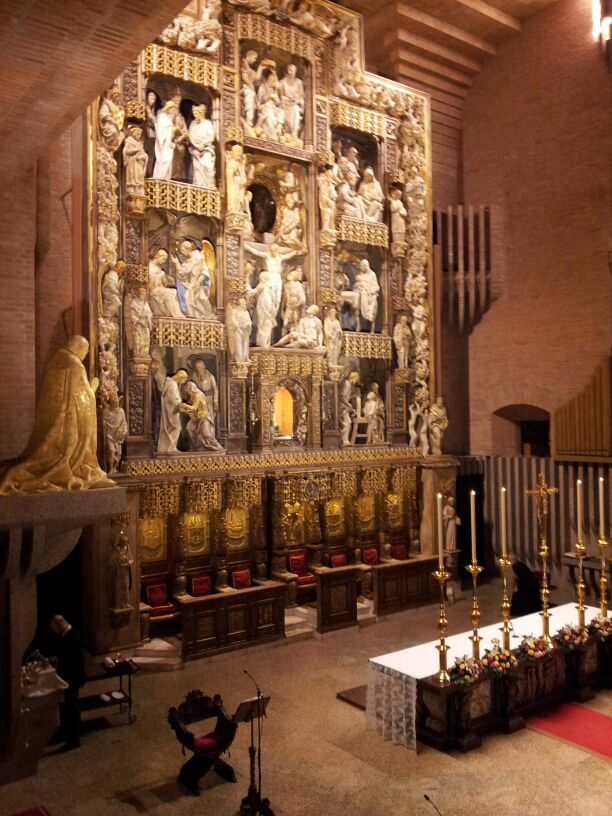
Sanktuarium w Torreciudad - ołtarz główny

## Historia
Dzieje sanktuarium sięgają XI w., lecz przez długi czas miało raczej lokalne znaczenie. W 1904 r. św. Josemaría Escrivá de Balaguer, założyciel Opus Dei, w wieku 2 lat, został zaniesiony przez matkę do Torreciudad, aby wyprosić wyleczenie go z ciężkiej choroby.
W latach 60. Josemaría Escrivá zdecydował się wznieść nowe sanktuarium, wyrażając w ten sposób wdzięczność Matce Bożej za uzdrowienie. Istniejące obecnie sanktuarium, zbudowane z cegieł, zostało konsekrowane 7 lipca 1975.
27 czerwca 1979 r. ETA usiłowała wysadzić wieżę sanktuarium. Dziura po wybuchu posłużyła do wybudowania nowej kaplicy z konfesjonałami.

## Opis
Autorem projektu był architekt Heliodoro Dols. Świątynia poprzedzona jest esplanadą otoczoną krużgankami, gromadząca uczestników największych uroczystości.
W kościele znajduje się monumentalne alabastrowe retabulum ołtarzowe (nawiązujące do dawnych wzorów hiszpańskich) ze scenami maryjnymi autorstwa Juana Mayné, z otoczoną kultem romańską figurą Czarnej Madonny – tronującej Marii z Dzieciątkiem – oraz kaplica Najśw. Sakramentu z brązową figurą Ukrzyżowanego, wykonaną przez włoskiego artystę Pasquale Sciancalepore.
W krypcie znajduje się kaplica Świętej Rodziny oraz trzy kaplice maryjne, służące zgodnie z wolą założyciela szczególnie jako miejsce spowiedzi: Matki Boskiej Loretańskiej, Matki Boskiej na Kolumnie – Virgen del Pilar i Najśw. Marii Panny z Guadalupe.
W krużgankach przed kościołem umieszczono ceramiczne wyobrażenia tajemnic różańcowych. Ich autorem jest José Alzuet, który wykonał ponadto wolnostojące stacje Drogi Krzyżowej. Wyobrażenia 7 radości i 7 smutków św. Józefa są pracami Palmiry Laguens. Juan Mayné wyrzeźbił ponadto figurę św. Josemarii Escrivá de Balaguer.
Do dziś zachowana jest dawna kaplica (pustelnia), która jest udostępniona zwiedzającym. Górują nad nią ruiny romańskiej wieży strażniczej z 2 połowy XI w. (od której pochodzi nazwa tego miejsca), przypominającej o czasach rekonkwisty – walk Królestwa Aragonii z Maurami.

## Kult
Torreciudad jest obecnie jedną z głównych okolicznych atrakcji, odwiedzają je tysiące pielgrzymów. Jest częścią szlaku maryjnego, który łączy Saragossę, Torreciudad i Lourdes. W sierpniu odbywają się tu festiwale organowe.
Święto Matki Bożej Anielskiej z Torreciudad obchodzi się w pierwszą niedzielę po 15 sierpnia. 8 września organizowany jest Maryjny Dzień Rodzin, przyciągający tysiące wiernych.
Ponadto działa tu Instytut Mariologiczny, wydający wraz z Wydziałem Teologicznym Uniwersytetu Nawarry rocznik naukowy "Scripta de María".

## Opieka
Nowe sanktuarium znajdowało się od początku (1975) pod opieką prałatury personalnej Opus Dei, prowadzącej tam również ośrodek formacyjny.
9 października 2024 Papież Franciszek odsunął Opus Dei od sprawowania opieki, a zarząd komisaryczny nad obiektem przekazał w ręce arcybiskupa Alejandro Arellano Cedillo.